# دین رادین
دین رادین (به انگلیسی: Dean Radin) متولد ۱۹۵۲، محقق آمریکایی فراروان‌شناسی و علوم غیر متعارف است.
وی هم‌اکنون محقق ارشد مؤسسه علوم معرفت‌بخشانه و استاد دانشگاه ایالتی سونوما در کالیفرنیا است.
رادین دارای کارشناسی ارشد مهندسی برق از دانشگاه ایلینوی در اوربانا شامپاین است. او همچنین دکترای رشته روانشانسی همین دانشگاه را دارد. او سپس مدتی را در آزمایشگاه‌های بل به تحقیق گذراند.

## آثار
او دارای بیش از ۲۰۰ مقاله منتشر شده علمی در ژورنال‌ها و مجلات است. شهرت وی در زمان تحقیقاتش در آزمایشگاه تحقیقات مهندسی غیرمتعارف پرینستون گسترش یافت. وی بدلیل نظریاتش دارای مخالفان زیادیست

### کتب
مهمترین کتب رادین عبارتند از:
- Entangled Minds: Extrasensory Experiences in a Quantum Reality (2006)
- Captain of My Ship, Master of My Soul: Living With Guidance (2001), with F. Holmes Atwater, Joseph McMoneagle, Skip Atwater
- The Conscious Universe: The Scientific Truth of Psychic Phenomena (1997, HarperCollins). Note: in Great Britain this book is entitled The Noetic Universe.